# Lucas Chávez
Lucas Leónidas Chávez Cruz (ur. 17 kwietnia 2003 w Santa Cruz) – boliwijski piłkarz występujący na pozycji ofensywnego pomocnika lub skrzydłowego, reprezentant Boliwii, od 2021 roku zawodnik Bolívaru.